# Бернгард Саксен-Веймарский
Бернгард Саксен-Веймарский (нем. Bernhard von Sachsen-Weimar; 16 августа 1604, Веймар — 18 июля 1639, Нойбург-на-Рейне) — протестантский полководец, участник Тридцатилетней войны. 11-й сын Иоганна III, герцога Саксен-Веймарского и Доротеи Марии Ангальтской. Герцог Франконии с 1633 года.

## Биография
Получил хорошее образование, учился в Йенском университете, затем находился при дворе саксонского курфюрста, где обучался хорошим манерам.
С началом Тридцатилетней войны примкнул к протестантам, сражался под началом графа Эрнста фон Мансфельда при Вислохе в 1622 году, под началом маркграфа Бадена — при Вимпфене. Вместе с братом принял участие в сражении при Штадтлоне. Не упав духом после этих неудачных для протестантов сражений, принял активное участие в кампаниях датского короля Кристиана IV. После выхода короля из войны отправился в Республику Соединённых провинций и принял участие в знаменитой осаде Хертогенбоса в 1629 году.
Присоединился к шведскому королю Густаву Адольфу, когда последний вместе с армией высадился в Германии. Непродолжительное время служил полковником в шведской конной лейб-гвардии. После битвы при Брайтенфельде в 1631 году сопровождал короля в марше на Рейн, затем командовал многочисленными экспедициями шведских войск в германские земли. Принял участие в битве при Альте Весте, проявив большое мужество в сражении. Позже, в битве при Лютцене, возглавив шведские войска после гибели короля Густава Адольфа, опрокинул противника и одержал победу.
Командовал многочисленными экспедициями в Южную Германию сперва под началом своего брата Вильгельма, а затем — как независимый командир. Вместе со шведским фельдмаршалом Густавом Горном в 1633 году совершил успешное вторжение в Баварию, которую защищал императорский фельдмаршал Альдринген.
В том же году, получив титул герцога Франконии, был пожалован землями епископств Вюрцбурга и Бамберга. Оставив штатгальтером одного из своих братьев, вновь отправился на войну. Будучи неколебимым протестантом, собирал огромные контрибуции с захваченных католических городов. Благодаря своим многочисленным победам был прозван протестантами спасителем веры. В 1634 году, однако, потерпел серьёзное поражение под Нёрдлингеном, потеряв лучшие шведские войска.
В 1635 году поступил на службу к Франции, вступившей в войну, получил звание генерала, будучи одновременно командующим войсками Хайльброннской лиги (нем.). Эта двойная позиция была сопряжена с многочисленными трудностями. Добился значительных успехов в своей знаменитой кампании 1638 года, одержав победы под Рейнфельдом, Виттенвейером и Танном и захватив Рейнфельд, Фрайбург и Брайзах.
Потеряв владения в Вюрцбурге в 1634 году, получил заверения от Франции о получении Эльзаса и Хагенау. В своих планах рассчитывал сделать Брайзах столицей своего нового герцогства. Скончался в Нойенбурге 18 июля 1639 года в самом начале новой кампании. Похоронен в Брайзахе. Останки герцога позже были перенесены в Веймар.